# Oberdorf (Nidwald)
Oberdorf é uma comuna da Suíça, no Cantão Nidwald, com cerca de 2 945 habitantes. Estende-se por uma área de 16,20 km², de densidade populacional de 182 hab/km². Confina com as seguintes comunas: Beckenried, Buochs, Dallenwil, Stans, Wolfenschiessen.
A língua oficial nesta comuna é o alemão.